# Neogabara
Neogabara là một chi bướm đêm thuộc họ Erebidae.

## Loài
- Neogabara plagiola Wileman & West, 1929